# Justin Timberlake
Justin Timberlake (teljes nevén Justin Randall Timberlake; Memphis, Tennessee, 1981. január 31. –) tízszeres Grammy-díjas és négyszeres Emmy-díjas amerikai R&B és popénekes, dalszövegíró, zeneszerző, lemezproducer és színész, az ’N Sync egykori frontembere. 2002-ben megjelent első, bemutatkozó szólóalbuma, a Justified (Indokolt) címmel, amelyből több mint 7 millió darabot adtak el világszerte. Következő szólóalbuma a FutureSex/LoveSounds, amelyet 2006-ban jelentetett meg, a No. 1 zeneszámokkal, mint a SexyBack, a My Love, a What Goes Around… Comes Around és az Until the End of Time. 2007 májusában létrehozta saját kiadóját, a Tennman Recordsot. Kétségtelenül 2006 és 2007 legnépszerűbb előadója, utóbbi albumából 2007 novemberéig több mint 9 millió korong kelt el.
2007 és 2012 között szüneteltette az énekesi karrierjét, és a színészkedést folytatta. Játszott a "The Social Network"-ben, a "Bad Teacher"-ben és a "Friends with Benefits"-ben. 2013-ban vette elő csak a zenei vénáit, és megalkotta az új albumát, a "The 20/20 Experience"-t. Az albumot egy kislemez, a "Suit & Tie" előzte meg. A The 20/20 Experience második felének megjelenését novemberre tervezik. Egyebek mellett van egy lemezkiadó cége (Tennman Records), divatmárkája (William Rast), éttermei (Destino; Southern Hospitality).

## Élete

### Családja és ifjúkora
Justin Timberlake 1981. január 31-én született Memphisben, Tennessee államban, Randall Timberlake és Lynn Bomar gyermekeként. Brit származású. Nagyapja, Charles L. Timberlake baptista lelkipásztor volt. Timberlake baptistaként nevelkedett, bár most már úgy ítéli meg magát, inkább „lelki, mint a vallásos”.
1985-ben szülei elváltak, majd mindketten újraházasodtak. Anyja most is futó vállalkozásukban dolgozik, a JustInTime Entertainment-ben. Mikor Justin 5 éves volt, anyja hozzáment Paul Harless bankárhoz. Apja egy baptista templomban volt a kórus vezetője. Apja második felesége, Lisa Perry életet adott Justin két féltestvérének, Jonathannak (szül: 1993) és Stephennek (szül: 1998). Harmadik féltestvére, Laura Katherine meghalt nem sokkal a születése után 1997-ben. Az ő emlékére íródott Justin kiadatlan dala, a „My Angel in Heaven”.
Justin Millingtonban nőtt fel. Első énekesi próbálkozásai a 90-es évek elején voltak, amikor country zenékkel lépett fel a „Star Search" (Sztár Kerestetik) című műsorban, mint „Justin Randall”. 1993-ban csatlakozott a már akkor sikeres „Mickey Mouse Club”-hoz. Itt találkozott először későbbi barátnőjével, Britney Spearsszel, későbbi turnétársával, Christina Aguilerával, majd későbbi csapattársával, JC Chasez-vel. Mikor 1994-ben a show befejeződött, akkor fogalmazódott meg Justin és Chasez fejében egy banda alapítása. Lou Pearlman producer fel is kereste őket, és megalakult az ’N Sync.

### 1995–2002: ’N Sync
A 90-es évek nagy sikerű fiúcsapata volt, ahol Timberlake és JC Chasez volt a két vezető énekes. Hivatalos összeállásuk éve 1995, bár karrierjüket 1996-ban kezdték el egyengetni Németországban. Az első albumuk 11 millió példányban kelt el. Az album egy sor slágert tartalmaz, többek között a „Tearin 'Up My Heart”-ot. A következő 2 két évben jogi csatát folytattak a producerükkel, Lou Pearlmann-nel. Így végül átkerültek a Jive Recordshoz.
1999-ben debütált a Disney Channel-en, a Model Behavior (Cserecsajszik) című népszerű tv-sorozatban, amiben a híres modellel, Jason Sharpe-pel játssza a főszerepet.
2000 márciusában került a boltokba No Strings Attached című albumuk, ami minden idők leggyorsabban fogyó albumává vált: 2,4 millió példányban kelt el az első héten. Az első kislemezként kiadott daluk a It's Gonna Be Me.
2001-ben jelent meg következő, Celebrity nevű korongjuk, amely minden idők második leggyorsabban fogyó albuma lett. 2002-ben a Celebrity Tour befejezése után másolták ki harmadik kislemezként a nagy sikerű dalukat a „Girlfriend”-et, aminek egy Nellyvel készített változata is létezik. 2002-ben a Celebrity Tour közben fogalmazódott meg Justinban a szóló pályafutás gondolata,így a csapat visszavonult. Ő volt az album szövegírója és zeneszerzője is. Míg ő egyre híresebb lett, addig az N'Sync egyre népszerűtlenebb, így a csapat felbomlott.
Az N'Sync nemzetközi hírnévre is szert tett: felléptek az Oscar-díjátadón, az Olimpián és a Super Bowl-on.
Az 50 millió példányban eladott albumuk miatt bekerültek a harmadik legnépszerűbb fiúbanda történetébe.

### 2002–2004: Justified és Super Bowl
Justin 2002 augusztusában az MTV Music Awardon lépett fel először „egyedül" Like I Love You című dalával, a Justfield albumról. A Like I Love You egy ritka dance track a Neptunes által fémjelezve. A dal 11. helyezést ért el a Billboard Hot 100-on. Az elkészült albumot 2002. november 5-én dobták piacra. Az album ugyan kevesebb példányban lett eladva, mint a korábbi ’N Sync album, mégis a Billboard 200 album chart-on a 2. helyen debütált. Több mint hárommillió példányban kelt el az Egyesült Államokban, és világszerte több mint 7 millió korongot adtak el.
Justint sok kritika érte, hiszen többen az egykori legendát, Michael Jacksont vélték felfedezni benne. Az album végül átvészelte a kritikus időszakot és hatalmas siker lett. Timberlake a hiphop és az R&B szakma legjobb előadóival és producereivel dolgozott együtt, mint a The Neptunes vagy Timbaland. 2002-ben és 2003-ban újabb kislemezei jelentek meg: Cry Me A River és Rock Your Body.
2003 nyarán Christina Aguilerával közösen turnézott, ez volt a Justified/Stripped Tour. Az év végén Justin megírta következő dalát, az I'm Lovin' It-et, amely a McDonald’s gyorsétterem kampánya lett, és évente állítólag 8 millió dollárt hoz Timberlake konyhájára. Szerepelt Nelly dalában, a "Work It"-ben, valamint a Nelly 2003-as remix albumán is. Ezenkívül társszerzőként kamatoztatta tudását, a Black Eyed Peas nevű csapattal közösen énekelte a Where is the Love? című számot. A 2003-as MTV Europe Music Awardon adták elő élőben a dalt.
2004 februárjában több mint 140 millió néző előtt a Super Bowlon lépett fel Janet Jacksonnal. A fellépés megbotránkoztató volt, hiszen Justin az előadás végén letépte Janet felsőjét, és Janet melle kilátszott. Justin bocsánatot kért az incidensért 2004-ben, a Grammy-díj átadásán. Négy díjat hozott el, köztük a Legjobb Pop Album (Justified), a Legjobb Férfi Pop Előadó (Cry Me A River), az Év Albuma (Justified) és az Év Slágere (Cry Me A River), valamint a Legjobb Rap/Sung Collobráció (Black Eyed Peas-Where Is The Love?) kategóriákban.
2004-es American Idol egyik mentora, Simon Cowell a People Magazine-ban ezt nyilatkozta Timberlake-ről: "csak egy fehér gyerek, aki megpróbált fellépni feketeként az elmúlt években".

### 2004–2006: Együttműködések és színjátszás

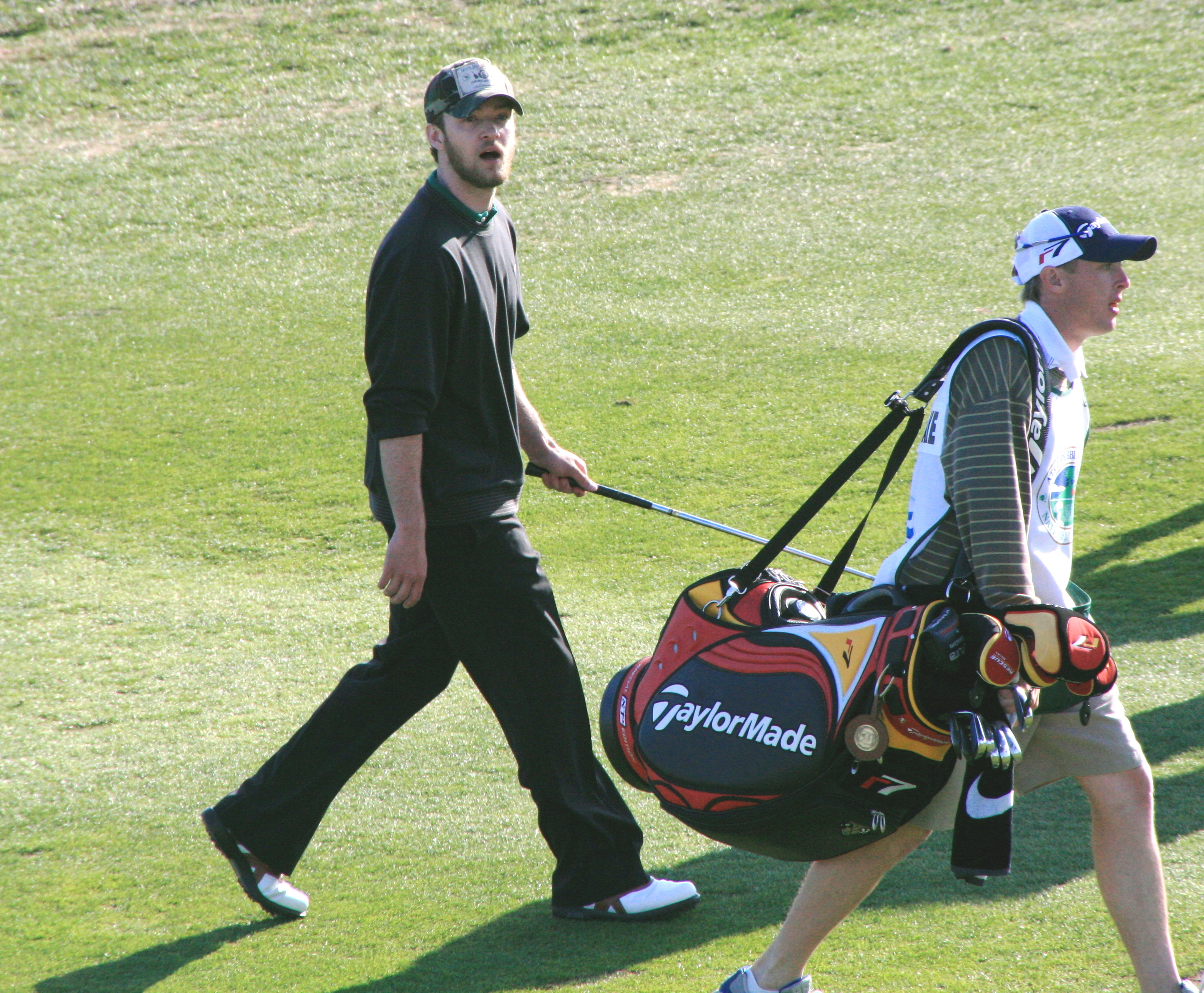
Justin golfozni is imád.

A Super Bowl "eset" után, Justin nem csak következő albumának felvételeit kezdte el, hanem belekezdett színészi karrierjének felépítésébe is. Elsőnek csak mellékszereplőként: 2000-ben mint egy model a Model Behavior-ban, majd 2001-ben az On The Line című filmben. 2004-ben megkapta első főszerepét az Edison Force-ban (magyarul csak Edison), ott egy újságírót alakítva játszik együtt Kevin Spacey-vel és LL Cool J-vel. A film már 2006 nyarától nálunk is kapható. Ezenkívül láthatjuk még az Alpha Dogban, a Black Snake Moanban (A lánc), és Richard Kelly Southland Talesében (A Káosz birodalma). Játszott a Rent-ben (Bohém élet), a musical filmben is.
Hallhatjuk a Harmadik Shrekben mint a fiatal Arthur király hangja.
Ismét együttműködött a Black Eyed Peas-szel a 2005-ben megjelent számban, a "My Style"-ban a Monkey Business albumukon.
Együttműködött Snoop Dogg-gal is a "Signs"-ben. Ekkor fedeztek fel csomókat a torkában. 2005. május 5-én sikerült is eltávolítani belőle. Azt tanácsolták neki, hogy ne énekeljen, vagy ne beszéljen hangosan pár hónapig.
2005 nyarán indult el Timberlake saját lemezcége, a JT Records.

### 2006–2008: FutureSex/LoveSounds

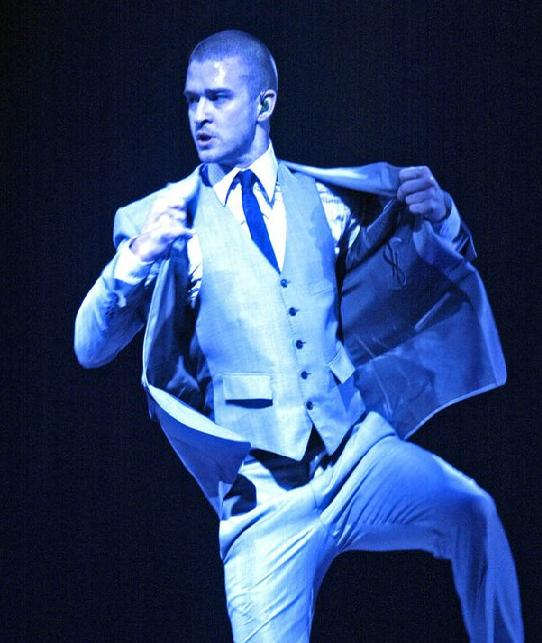
Koncert St Paul-ban, Minnesota

2006 nyarán láthattuk újra Nelly Furtado Promiscuous dalához készült videóklipjében.
Szeptemberben jelent meg a második szólóalbuma, a FutureSex / LoveSounds. Első helyen debütált a Billboard 200 album charton, értesítések szerint 684 000 példány fogyott el az első héten. Ezzel megdöntötte a Coldplay rekordját.
Az albumot saját maga, Timbaland és Rick Rubin produceli. Vendégvokálok az albumon Will.i.am, Snoop Dogg, TI és a Three 6 Maffia.
FutureSex/LoveSounds című lemezéről elsőként a SexyBacket másolta ki, Timbaland közreműködésével. A dalt a 2006-os MTV Video Music Awardson adta elő először. Number one lett a Billboard Hot 100-on hét héten át. No. 1 lett Ausztráliában, Németországban, Írországban, az Államokban és az Egyesült Királyságban.
Második kislemeze T.I-jal rögzített "My Love", szintén nagy sikert futott be: number one lett a Hot 100-ban, amit követett a következő kislemeze a "What Goes Around...Comes Around", amelyben a hozzátartozó videóklipben a híres színésznő Scarlett Johansson párját alakítja.
A 2006-os Victoria Secret Fashion Show-n elénekelte a SexyBack-et.
2006-ban gyerekkori barátjával, Trace Alayával beindította ruhavállalkozását is, a William Rast márkát.
2007 januárjában indította el FutureSex/LoveShow turnéját. Summer Love/Set the Mood Prelude kislemezét csak az USA-ban adta ki, amit aztán a kislemezek listáján az újabb nyári sláger, a "LoveStoned/I Think She Knows" követett. 2008-ban közreműködött Timbaland-el és Nelly Furtado-val a "Give it to me" számban, ami elérte a Hot 100 első számú helyét.
Turnéjának végével az élő-videós Until the End of Time-ot adta ki kislemezként. A FutureSex/LoveSoundszal Justin olyan sikert ért el, melyet Michael Jackson Dangerous című albumával a 90-es évek elején.
2007 nyarán Madonna tizenegyedik, Hard Candy című albumán dolgozott Timbalanddal, erről jelent meg 2008. március 17.-én a 4 Minutes az album első kislemezeként.
Ugyanebben az évben Timberlake társszerzője volt a Duran Duran albumának, a Red Carpet Massacre-nek. Két dalon, a "Nite Runner"-ön és a "Falling Down"-on is közreműködött. Az album 2007 novemberében jelent meg.
Ugyancsak ebben az évben részt vett 50 Cent albumán, a Curtisben. Az album 4. trackjében, az "Ayo Technology-ban" közreműködött Timbalanddal.
Együtt működött Nelly Furtado és Timbalanddal együtt Lil Wayne albumán is, a Tha Carter III-ban.

### 2008–2012: Zenei szünet és a színészetre összpontosít
2008 februárjában Timberlake két Grammy-díjat zsebelhetett be. Az 50. Grammy Awards ünnepségen, Timberlake elnyerte a Legjobb Férfi Előadó a "What Goes Around ... Comes Around"-dal, és a Legjobb dance felvétel díját "LoveStoned / I Think She Knows"-szal.
2008 márciusában megjelent a 4 Minutes, Madonna első kislemeze tizenegyedik stúdióalbumáról, a Hard Candy-ről, amelyben Timberlake és Timbaland is szerepelt. Az albumon még 4 dalban is együttműködött Justin Timberlake-kel. A dal több mint 21 országban lett sikeres. Részt vett Madonna Hard Candy Promo Show turnéján a New York-i Roseland Ballroomban. Novemberben ért véget a turné Los Angelesben.
2008 elején a Pepsi Super Bowlra készített reklámjának szereplője lett.
2008 márciusában bejelentették, hogy az NBC új sorozatának a My Problem with Women-nek, valamint az MTV The Phone című realitijének lesz az executive producere.
2008 júniusában Mike Mayers mellett látható a The Love Guru című filmben.
2008 novemberében jelent meg következő kislemeze, a "Follow my lead", amelyet felfedezettjével, Esmee Dentersszel énekel. Ezt el is énekelték egy jótékonysági koncerten, ahol a Shriners Hospitals for Children beteg gyermekeinek gyűjtöttek. Justin még 2007-ben leszerződtette lemezcégéhez a holland tehetséget, Esmée Denterst. 2009-ben Esmée debütáló albumának, az Outta Here-nek a producere és jó néhány számot is szerzett a korongra.
Együttműködött T.I.-al is a rapper hatodik stúdióalbumán, Paper Trail-ben. 2009-ben szerepet kap az album "Dead and Gone" trackjében.
2009 májusában jelent meg az R&B/pop énekesnő, Ciara új albuma, a Fantasy Ride, amiben közreműködik. Az album megjelenése előtt, februárban megjelenik a közös klipjük, a "Love Sex Magic". Ez a szám 10 országban, köztük Tajvanon, Indiában és Törökországban elérte a number one pozíciót. Az 52. Grammy Awards-on jelölve lett a Legjobb Pop Együttműködés kategóriában.
2009 augusztusában Mike Meredith drámájában, a The Open Road-ban tűnik fel.
2009 novemberében részt vesz Leona Lewis második stúdióalbumának munkálataiban, az Echoban. Az albumon helyet kapott közös számuk, a "Don't Let Me Down" is.
2010 elején megjelenik Timbaland harmadik albuma, a Shock Value II. Első kislemezes dalához klip is készült, ez a "Carry Out".
2010-ben Justin visszatért színészi pályájának egyengetéséhez.
- A The Social Network-ban (A közösségi háló) ő játssza Sean Parkert, a Napster alapítóját.
2010 szeptemberében megjelenik az MTV VMA-n.
2011-ben főszerepet kapott Cameron Diaz mellett a Bad Teacher (Rossz Tanár) című filmben, majd Mila Kunis mellett tűnt fel a Friends With Benefitsben (Barátság extrákkal). Ezután az In Time-ban (Lopott idő) színészkedik mint Will Salas, Andrew Niccol sci-fi filmjében.
2011 augusztusában ő rendezte a Free Sol első klipjét, a "Hoodies On, Hats Low"-ot.
Október 7-én az RCA Music Group bejelentette, hogy feloszlik a Jive Records mellett az Arista Records és a JT Records is. A leállást Justin Timberlake és más művészek is aláírták. A közeljövőben várható a RCA Records megjelenése.
2012. október 19-én Olaszországban összeházasodott Jessica Biellel.

### 2013–2015: Visszatérés a zenéhez a The 20/20 Experience-szel
2012 júniusában kezdett el dolgozni a harmadik albumán. Nem voltak előtte szabályok, csak a célra összpontosított. 2013 januárjában jelentette be hivatalosan, hogy visszatér a zenei világba. Mindezt kezdte rögtön az első kislemezével, a "Suit & Tie"-jal, amely egy Jay-Z-vel közös szerzemény. Február 3-án 4 év után ismét színpadra lépett, mégpedig a 2013-as Super Bowlon és az 55. Grammy Awards gálán (utóbbin Jay-Z is fellépett a színpadra).
Március 19-én megjelent a következő klipje a "Mirrors" című dalához, az album megjelenésével egy időben. Első helyen nyitott az albumeladási listán, és rögtön 980 000 db fogyott el. Timberlake is megjelent Jay-Z tizenkettedik stúdióalbumán, a Magna Carta ... Holy Grail-n 3 dal erejéig: "Holy Grail", "BBC" és a "Heaven". Augusztus 25-én az MTV Video Music Awardson hazavihetett három díjat is, köztük az Év videója díjat is.
Szeptember 30-án jelent meg negyedik stúdióalbuma, a The 20/20 Experience – 2.2, mely az első helyen debütált a Billboard 200-as listáján. 2013. július 30-án jelent meg "Take Back the Night" klip, melyet később a "TKO" követett. 2014. február 25-én jelent meg a "Not a Bad Thing" dal: a Hot 100 lista top 10-be került be. Ő lett az a férfi előadó, akinek a legtöbb listavezető dala és top 10-es kislemeze van.
Közreműködött Michael Jackson Xscape albumán. Május 14-én megjelent erről az albumról az "Love Never Felt So Good".

### 2016–2017: Közelgő ötödik stúdióalbum és jövőbeni projektek
2016 elején fotókat osztott meg arról hogy Timbaland-dal és Pharrel Williamsszel a stúdióban dolgozik.
Szeptember 13-án debütált Torontóban a Nemzetközi Filmfesztiválon a JT + The Tennessee Kids koncertfilm. A film a 20/20 Experience World Tour utolsó állomásán készült Las Vegasban az MGM Grand Garden Arenában. A film rendezője Jonathan Demme volt. Netflix-en jelentették be, hogy október 12-től lesz elérhető.
The Devil and the Deep Blue Sea filmhez JT felelt a zenékért, a producere pedig felesége, Jessica Biel volt.
A novemberben megjelenő DreamWorks Animation musicalnek, a Trollnak a zenei producere és előadója volt Anna Kendrickkel. Májusban jelent meg hozzá az első kislemez, a „Can’t Stop the Feeling!”. A dalt az Eurovíziós Dalfesztivál fináléjában is hallhattuk május 14-én. Az USA-ban Billboard Hot 100-ban az első helyen debütált, és további 16 országban lett listavezető dal. Február 26-án az Oscar-díjátadón is fellépett a dallal.
A Hollywood Reporter megerősítette, hogy Woody Allen következő filmjében látható lesz Timberlake is. A film lesz az első együttműködése Timberlakenek és Allennek, a címe pedig Wonder Wheel.

### 2018–2022: Man of the Woods és Super Bowl LIII félidei show
Az album első kislemeze január 5-én jelent meg, a Filthy dalához. Második videóklipje az albumról a Supplies lett, január 18-án. A harmadik rögtön január 25-én érkezett, a Chris Stapletonnal közösen készített dalához, a Say Something-hez. Február 1-én jelent meg az album nevével megegyező dalához, a Man of the Woods-hoz a klip, majd másnap jelent meg az 5. albuma. Az albumon közreműködött Timbaland és Pharell Williams is.
Február 4-én fellépett Minneapolisban, a Super Bowl félidejében.
Márciusban turnéra indult, mely elvileg 2019. április 13-án ér véget.

## Diszkográfia
- Justified (2002)
- FutureSex/LoveSounds (2006)
- The 20/20 Experience (2013)
- The 20/20 Experience – 2 of 2 (2013)
- Man of the Woods (2018)
- Everything I Thought It Was (2024)

## Filmográfia

### Film
| Év   | Magyar cím                                          | Eredeti cím                            | Szerep                  | Magyar hang     |
| ---- | --------------------------------------------------- | -------------------------------------- | ----------------------- | --------------- |
| 2000 |                                                     | Longshot                               | önmaga                  |                 |
| 2000 | Cserecsajszik                                       | Model Behavior                         | Jason Sharpe            |                 |
| 2001 | Randivonat                                          | On the Line                            | sminkes                 | Moser Károly    |
| 2005 | Edison                                              | Edison                                 | Joshua Pollack          | Rajkai Zoltán   |
| 2006 | Alpha Dog                                           | Alpha Dog                              | Frankie Ballenbacher    | Csőre Gábor     |
| 2006 | A lánc                                              | Black Snake Moan                       | Ronnie Morgan           | Hujber Ferenc   |
| 2006 | A káosz birodalma                                   | Southland Tales                        | Abilene közlegény       | Hujber Ferenc   |
| 2007 | Harmadik Shrek                                      | Shrek the Third                        | Artie (hangja)          | Simonyi Balázs  |
| 2008 | Love Guru                                           | The Love Guru                          | Jacques 'Lö Tök' Grande | Zámbori Soma    |
| 2009 | Család újratöltve                                   | The Open Road                          | Carlton Garrett         |                 |
| 2010 | Social Network – A közösségi háló                   | The Social Network                     | Sean Parker             | Simon Kornél    |
| 2010 | Maci Laci                                           | Yogi Bear                              | Bubu (hangja)           | Elek Ferenc     |
| 2011 | Rossz tanár                                         | Bad Teacher                            | Scott Delacorte         | Szabó Máté      |
| 2011 | Barátság extrákkal                                  | Friends with Benefits                  | Dylan Harper            | Zámbori Soma    |
| 2011 | Lopott idő                                          | In Time                                | William Salas           | Zámbori Soma    |
| 2012 | Az utolsó csavar                                    | Trouble with the Curve                 | Johnny Flanagan         | Simon Kornél    |
| 2013 | Llewyn Davis világa                                 | Inside Llewyn Davis                    | Jim Berkey              | Szatory Dávid   |
| 2013 | Vakszerencse                                        | Runner Runner                          | Richie Furst            | Zámbori Soma    |
| 2013 |                                                     | The Short Game (dokumentumfilm)        | vezető producer         |                 |
| 2016 | Popsztár: Soha ne állj le (a soha le nem állással)  | Popstar: Never Stop Never Stopping     | Tyrus Quash             | Suhajda Dániel  |
| 2016 | Justin Timberlake és a Tennessee Kids (koncertfilm) | Justin Timberlake + The Tennessee Kids | önmaga                  |                 |
| 2016 | Trollok                                             | Trolls                                 | Ágas (hangja)           | Bereczki Zoltán |
| 2017 | Wonder Wheel – Az óriáskerék                        | Wonder Wheel                           | Mickey                  | Markovics Tamás |
| 2020 | Trollok a világ körül                               | Trolls World Tour                      | Ágas (hangja)           | Bereczki Zoltán |
| 2021 | Palmer                                              | Palmer                                 | Eddie Palmer            |                 |
| 2023 | Trollok: Együtt a banda                             | Trolls Band Together                   | Ágas (hangja)           | Bereczki Zoltán |
| 2023 | Hidegvér                                            | Reptile                                | Will Grady              | Zámbori Soma    |

### Televízió
| Év        | Magyar cím                              | Eredeti cím                   | Szerep                       | Megjegyzések                                        |
| --------- | --------------------------------------- | ----------------------------- | ---------------------------- | --------------------------------------------------- |
| 1993–1994 |                                         | The All-New Mickey Mouse Club | önmaga                       | 6-7. évad                                           |
| 1999      | Angyali érintés                         | Touched by an Angel           | utcai előadóművész           | 1 epizód                                            |
| 2000–2013 | Saturday Night Live                     | Saturday Night Live           | önmaga (vendég és házigazda) | 15 epizód                                           |
| 2001      | A Simpson család                        | The Simpsons                  | önmaga (hangja)              | 1 epizód                                            |
| 2003      | Punk’d – SztÁruló                       | Punk'd                        | önmaga                       | 2 epizód                                            |
| 2003      | 2003-as MTV Movie Awards                | 2003 MTV Movie Awards         | önmaga (társ-házigazda)      | különkiadás                                         |
| 2007      | 2007-es Nickelodeon Kids’ Choice Awards | 2007 Kids' Choice Awards      | önmaga (házigazda)           | különkiadás                                         |
| 2008      |                                         | 2008 ESPY Awards              | önmaga (házigazda)           | különkiadás                                         |
| 2009      |                                         | The Phone                     | nem szerepel                 | vezető producer (6 epizód)                          |
| 2011      | A Cleveland-show                        | The Cleveland Show            | Paul / Rallo taknya (hangja) | 1 epizód                                            |
| 2017      |                                         | Trolls Holiday                | Ágas (hangja)                | karácsonyi különkiadás                              |
| 2021      |                                         | Trolls: Holiday in Harmony    | Ágas (hangja)                | karácsonyi különkiadás                              |
| 2022      | Candy: Halál Texasban                   | Candy                         | Deffenbaugh                  | minisorozat (2 epizód) stáblistán nincs feltüntetve |

## Egyéb munkák, szereplések
Még 2002-ben az MTV-n futó átverőshow-jában is szerepelt. Ashton Kutcher és csapata a Punk’d – SztÁruló vette palira Mr. JT-t.
Timberlake a házigazdája számos zenei eseményeknek, beleértve az Európai MTV Music Awards-nak 2006-ban.
2006 decemberében házigazdája és fellépője a Saturday Night Live-ben. Itt adta elő először Andy Samberggel a "Dick in the box"-ot, ami JT nem hivatalos kislemez dala. A dalt számos rádióállomás sugározta, és mára az egyik legnézettebb videó a YouTube-on.
2009 áprilisában végrehajtó producer az MTV "The phone" reality show-jának.
2009 májusában megjelent a "Dick in the box" folytatása, a "Mother Lover", aminek klipjében szerepel Susan Sarandon és Patricia Clarkson is. A következő klipjük a "3-Way (The Golden Rule)" amiben Lady Gagával énekelnek együtt.

### Üzletemberként
Timberlake három éttermet is nyit az Egyesült Államokban: Californiában a "Chi"-t 2003-ban, 2006-ban "Destino" New Yorkban, és 2007-ben pedig a "Southern Hospitalty" nyílik meg szintén New Yorkban.
Megjelenik "901" néven saját márkájú tequiliája.
2005-ben megjelenik saját ruhakollekciójával a William Rast, amit gyerekkori barátjával, Trace Ayalaval terveztek.
2008 áprilisa óta saját vállalkozása van, a IMG Sports & Entertainment.
2009-ben a reklámarcai: Sony elektronikai termékeknek, Givenchy Play férfi illatnak, az Audi "A1"-nek, Callaway Golf Company termékeknek.
2011-ben a MySpace arca.
Timberlake, mint lelkes amatőr golfozó, megvásárolta a leromlott Big Creek Golf Course-t szülővárosában, Millingtonban, amit 2009-ben kezdett el felújítani, de 2010-ben kénytelen volt leállni vele 6 hónapig.
2011 októberében megkapta a Futures Award at the Environmental Media Awards díjat, a környezetbarát golfpályájáért.

### Jótékonykodás
Timberlake aktívan részt vesz jótékonykodási rendezvényeken. Kezdetben az N'Sync-kel részt vett a "Challenge for the Children" jótékonykodási rendezvényen, amelynek célja a zeneoktatás elérése az iskolákban.
2007 novemberében 100 000 dollárt adományozott a Steve Irwin által alapított "Australian tour to Wildlife Warriors"-nak.
Ugyanekkor a PGA Tour bejelentette, hogy Timberlake a lelkes golfozásáért cserébe ő lesz a házigazdája a Las Vegas versenyen induló turnénak 2008-ban. Timberlake részt is vett a versenyen, aminek a neve "Justin Timberlake Shriners Hospitals for Children Open" lett. A tevékenység sikeres volt, és megismétlődött 2009-ben is. 2009-ben az Egyesült Államokban ez volt a legsikeresebb adománygyűjtés.
2008 márciusában adományozott 100.000 $-t a Memphis Rock 'n' Soul Múzeum-nak, és újabb 100.000 $-t a Memphis Music Foundation-nek.

## Magánélete
Timberlakenek két diákszerelme volt. Egyikük Veronica Finn, egy pop énekesnő, másik már komoly kapcsolata, Britney Spears volt. Akkoriban mindenki őket tartotta a tökéletes hollywoodi sztárpárnak. Karrierje 1993-ban kezdődött el a Mickey Mouse Clubban, ő és Christina Aguilera, valamint Britney Spears is játszott. Itt ismerkedtek meg, és később pedig egy pár lettek. A kapcsolatnak 2002 márciusában szakadt vége. Justin anyját nagyon megviselte a szakításuk. Így nyilatkozott:
„Britney a szemem előtt nőtt fel. Örökké szeretni fogom. Ők (Justin és Britney) 10-11 éves koruk óta együtt vannak, már az első naptól kezdve azonnal érezhető volt a kémia közöttük. Ő egy kedves lány. Rossz látni, ahogy szétmentek.” Justin Cry Me A River című számában énekli meg akkori fájdalmait.
Justin Timberlake nem volt hajlandó beszélni magánéletéről a médiában, ezért az újságok nagy része az ő kapcsolatairól szóltak a bulvárban és a sajtóban. Később Justint több hölggyel is szóba hozták. Többször hírbe hozták Britney előtt Beyonce Knowles-zal és a Black Eyed Peas énekesnőjével, Stacy Fergusonnal (Fergie-vel). 2002 júliusában kapcsolata volt Janet Jacksonnal. 2002 közepén elkezdett randizni Jenna Dewan táncos-színésznővel, aztán a szintén színész Alyssa Milanóval 2002 szeptembere és októbere között.
Cameron Diazzal 2003 áprilisában találkozott a „Nickelodeon Kids’ Choice Awards”" gálán, s ezután randevúzni kezdett a színésznővel. Kapcsolatukat azonban csak 2006 decemberében tették hivatalossá, miután együtt jelentek meg a Saturday Night Live rendezvényen. Azonban miután megjelent 2007 januárjában Justin videóklipje, a „What goes around… comes around”", akkor tényként kezelték, hogy Justin Timberlake és Scarlett Johanson egy pár. Nem sokkal később szakítottak, a pletyka viszont továbbra is alaptalan.
2007 januárjában képek jelentek meg Justinról és Jessica Biel színésznőről. Ezek még baráti képeknek is elmentek, viszont májusban már romantikus képek is megjelentek kettejük között. Innentől már nem volt kérdéses a kapcsolatuk. Azonban 2011-ben váratlanul szakítottak. Később viszont újra egymásra találtak: 2011 decemberében Justin megkérte Jessica Biel kezét. A pár 2012. október 19-én összeházasodott. 2015. január 31-én, a 34. születésnapján jelentette be, hogy Biel várandós első gyermekükkel, vagyis az énekes apa lesz.

## Egyéb érdekességek
Két neves magazin, a Teen People és a Cosmopolitan is a Legszexisebb Férfinak választotta.
2009 februárjában Timberlake kapta a „legstílusosabb Amerikai férfi” címet a GQ magazinban.
2011-ben a 49 legbefolyásosabb férfi közé választották. (No. 46). Nagy rajongója az angol Manchester United focicsapatnak.

## Díjai

### Grammy Awards
- 2008: Legjobb Férfi Pop Vokál Előadás: „What Goes Around…/…Comes Around”
- 2008: Dance Felvétel: „LoveStoned/I Think She Knows”

## Könyvek
Ezek a könyvek Justin életével foglalkoznak.
- Martin Roach, Justin Timberlake, The Unofficial Book, Virgin Books, London, 2003
- Sean Smith, Justin, The Biography, Simon & Schuster, UK, 2004